# انفوویرتید
انفوویرتید (انگلیسی: Enfuvirtide) یک داروی ضد رتروویروس و مهارکننده همجوشی HIV است که در درمان ترکیبی برای درمان ایدز/HIV به کار می‌رود.

## کاربردها
انفوویرتید برای درمان عفونت HIV-1، در درمان ترکیبی با سایر داروهای ضد رترو ویروسی، در افرادی که همه درمان‌های دیگر شکست خورده‌اند، به کار می‌رود.

## عوارض جانبی
واکنش‌های نامطلوب دارویی رایج (≥۱٪ از بیماران) مرتبط با درمان با انفوویرتید عبارتند از: واکنش‌های محل تزریق (درد، سخت شدن پوست، اریتم، ندول‌ها، کیست، خارش؛ تقریباً همه بیماران، به ویژه در هفته اول)، نوروپاتی محیطی، بی خوابی، افسردگی، سرفه، تنگی نفس، بی‌اشتهایی، آرترالژی، عفونت ها (از جمله پنومونی باکتریایی) و/یا ائوزینوفیلی.  واکنش‌های ازدیاد حساسیت به ندرت رخ می‌دهد (۰٫۱-۱٪ از بیماران) که علائم آن عبارتند از راش، تب، حالت تهوع، استفراغ، لرز، تشنج، افت فشار خون، افزایش ترانس آمینازهای کبدی  و احتمالاً واکنش‌های شدیدتر از جمله دیسترس تنفسی، گلومرولونفریت و/یا آنافیلاکسی.